# اندیس کوه ده بالا
کوه ده بالا یک اندیس فلزی است که در حوالی شهر ده سلم استان خراسان قرار دارد و مادهٔ معدنی موجود در آن، مس است.سنگ میزبان این اندیس بازالت است  در این اندیس، پاراژنز‌های پیریت، گالن، اسفالریت، کوولیت یافت می‌شوند.